# Abdullah bin Ahmad al-Wazir
Abdullah ibn Ahmad al-Wazir, född 1889, död 8 april 1948, var en jemenitisk upprorsman och efter mordet på Imam Yahya 1948 självutropad imam och kung av Jemen.
Han blev bekämpad och avrättad av Ihman Yahyas son Ahmad bin Yahya efter en månad vid makten.